# Odoardo Beccari
Odoardo Beccari (Florencia, 16 de noviembre de 1843 - ibíd., 25 de octubre de 1920) fue un explorador y botánico italiano.
Huérfano en Florencia, Beccari estudia en Lucca y en las Universidades de Pisa y de Bolonia. Después de graduado, pasa algunos meses en el Real Jardín Botánico de Kew, donde está con Charles Darwin, William Hooker, Joseph Hooker, James Brooke, el primer Rajá de Sarawak. Esta última conexión le permite viajar 3 años (de 1865 a 1868) desarrollando investigaciones en Sarawak, Brunéi y otras islas de Malasia y Nueva Guinea. Descubre muchas nuevas especies de palmas.
Después de Abisinia, retorna a Nueva Guinea con el ornitólogo Luigi Maria d'Albertis en 1872.
Beccari funda el "Nuovo giornale botanico italiano" en 1869, y fue director del Jardín botánico de Florencia. En 1878 halla Amorphophallus titanum, localizada en Sumatra.
En 1882 se casa y tendrían 4 hijos.
Su colección botánica hoy forma parte del Museo di Storia Naturale di Firenze.

## Honores

### Eponimia
Género
- (Annonaceae) Beccariodendron Warb.[1]

- (Arecaceae) Beccariophoenix Jum. & H.Perrier[2]

- (Gesneriaceae) Beccarinda Kuntze[3]

- (Melastomataceae) Beccarianthus Cogn.[4]

Especies (más de 190)
- (Anacardiaceae) Gluta beccarii (Engl.) Ding Hou[5]

- (Annonaceae) Friesodielsia beccarii (Diels) Steenis[6]

- (Apocynaceae) Willughbeiopsis beccarii (Pierre) Rauschert[7]

- (Balsaminaceae) Impatiens beccarii Hook.f. ex Dunn[8]

- (Cyperaceae) Isolepis beccarii (Boeckeler) Goetgh. & D.A.Simpson[9]

## Obras

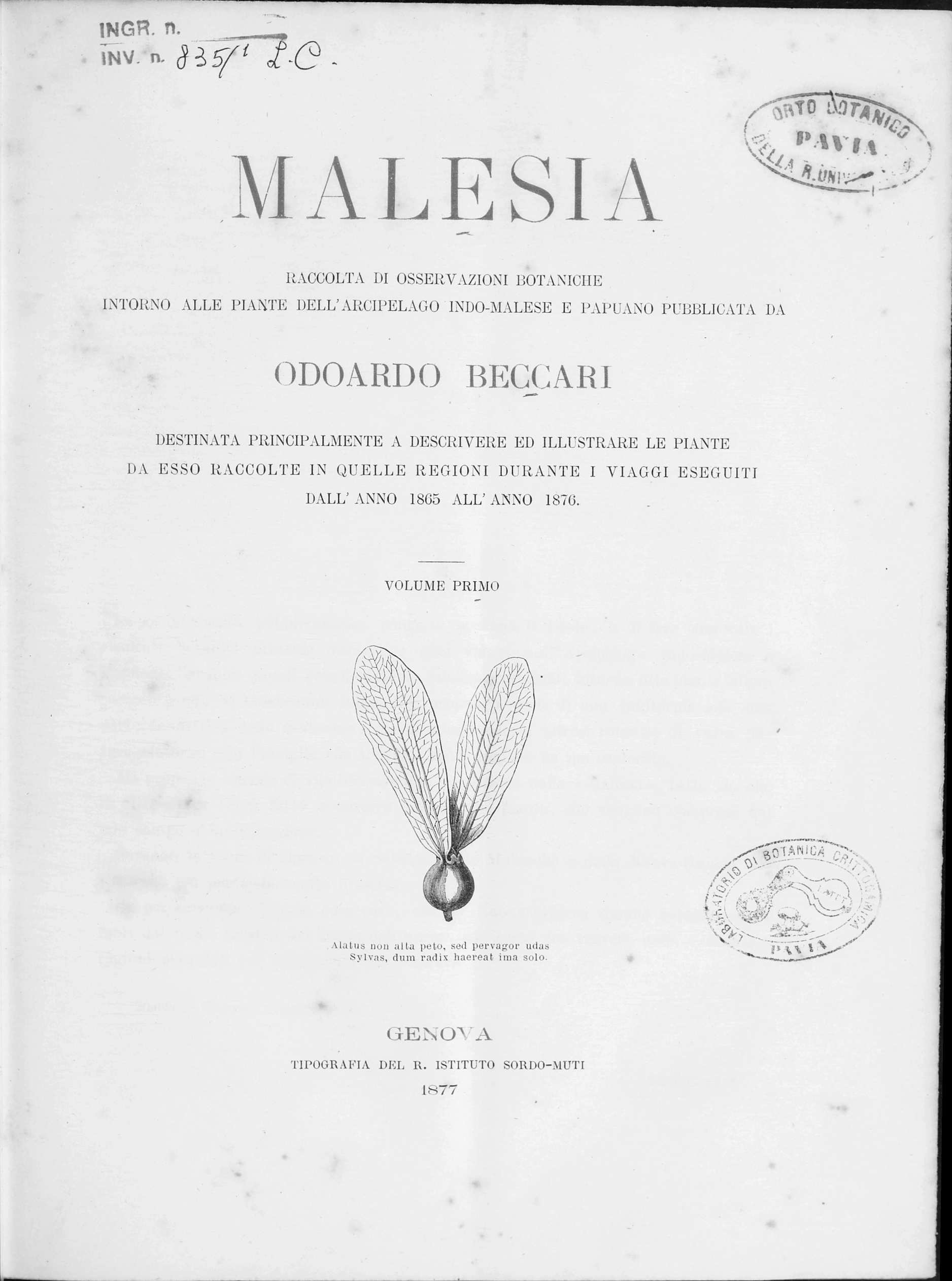
Malesia, vol. 1, 1877

- Malesia, raccolta d’osservazioni lese e papuano. 3 vols. 1877-1889
- 1902. Nelle Foreste di Borneo. Viaggi e ricerche di un naturalista. S. Landi, Florencia
- 1908. Asiatic Palms
- 1912-1914. Palme del Madagascar descritte ed illustrate
- 1914. Contributo alla conoscenza della palma a olio (Elaeis guineensis)
- 1916. Malesia; raccolta di osservazioni botaniche intorno alle piante dell'arcipelago Indo-Malese e Papuano pubblicata da Odoardo Beccari, destinata principalmente a descrivere ed illustrare le piante da esso raccolte in quelle regioni durante i viaggi eseguiti dall'anno 1865 all'anno 1878
- 1916. Il genere Cocos Linn. e le palme affini
- Odoardo Beccari, Le palme della Nuova Caledonia, Firenze, Tipografia M. Ricci, 1920.
- En coautoria Joseph Francis Charles Rock (1921) A monographic study of the genus Pritchardia
- 1924. Nuova Guinea: Selebes e Molucche: diarii di viaggio ordonati dal figlio Prof. Dott. Nello Beccari. La Voce, Florencia
- 1982. Nelle foreste di Borneo: viaggi e ricerche di un naturalista
- 1989. Wanderings in the great forests of Borneo
- La abreviatura «Becc.» se emplea para indicar a Odoardo Beccari como autoridad en la descripción y clasificación científica de los vegetales.[10]